# Dooly County
Das Dooly County ist ein County im Bundesstaat Georgia der Vereinigten Staaten. Der Verwaltungssitz (County Seat) ist Vienna, benannt nach der österreichischen Hauptstadt Wien.

## Geographie
Das County liegt etwa 50 km südlich des geographischen Zentrums von Georgia und hat eine Fläche von 1028 Quadratkilometern, wovon elf Quadratkilometer Wasserfläche sind und grenzt im Uhrzeigersinn an folgende Countys: Houston County, Pulaski County, Wilcox County, Crisp County, Sumter County und Macon County.

## Geschichte
Dooly County wurde am 15. Mai 1921 als 48. County in Georgia als Original County gebildet. Benannt wurde es nach Colonel John Dooly, einem Held der Revolution.

## Demografische Daten
Laut der Volkszählung von 2010 verteilten sich die damaligen 14.918 Einwohner auf 5.286 bewohnte Haushalte, was einen Schnitt von 2,45 Personen pro Haushalt ergibt. Insgesamt bestehen 6.328 Haushalte.
67,7 % der Haushalte waren Familienhaushalte (bestehend aus verheirateten Paaren mit oder ohne Nachkommen bzw. einem Elternteil mit Nachkomme) mit einer durchschnittlichen Größe von 2,99 Personen. In 31,3 % aller Haushalte lebten Kinder unter 18 Jahren sowie in 29,0 % aller Haushalte Personen mit mindestens 65 Jahren.
23,4 % der Bevölkerung waren jünger als 20 Jahre, 26,4 % waren 20 bis 39 Jahre alt, 29,6 % waren 40 bis 59 Jahre alt und 20,3 % waren mindestens 60 Jahre alt. Das mittlere Alter betrug 40 Jahre. 54,0 % der Bevölkerung waren männlich und 46,0 % weiblich.
45,6 % der Bevölkerung bezeichneten sich als Weiße, 49,9 % als Afroamerikaner, 0,1 % als Indianer und 0,6 % als Asian Americans. 2,8 % gaben die Angehörigkeit zu einer anderen Ethnie und 0,9 % zu mehreren Ethnien an. 5,8 % der Bevölkerung bestand aus Hispanics oder Latinos.
Das durchschnittliche Jahreseinkommen pro Haushalt lag bei 28.251 USD, dabei lebten 27,9 % der Bevölkerung unter der Armutsgrenze.

## Kultur und Sehenswürdigkeiten

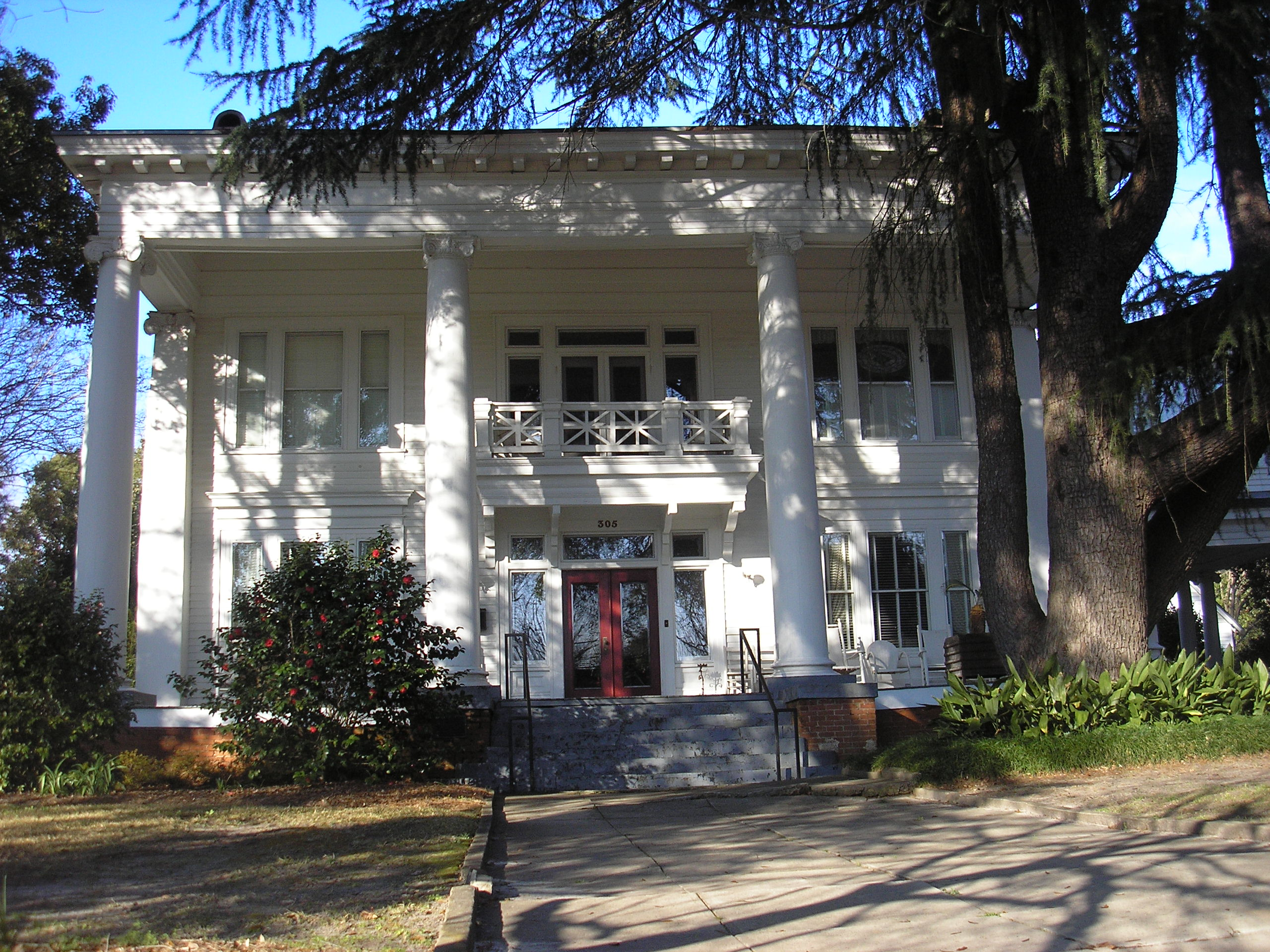
Stovall-George-Woodward House in Vienna (2014). Das Anwesen entstand im frühen 20. Jahrhundert im Stile des Neoklassizismus. Im April 1979 wurde die Residenz als erstes Objekt im County in das NRHP eingetragen.

Acht Bauwerke und „historische Bezirke“ (Historic Districts) im Dooly County sind im National Register of Historic Places („Nationales Verzeichnis historischer Orte“; NRHP) eingetragen (Stand 30. September 2023), neben dem Courthouse sind dies unter anderem zwei Schulen und der historische Ortskern von Vienna.

## Orte im Dooly County
Orte im Dooly County mit Einwohnerzahlen der Volkszählung von 2010:
Cities:
- Lilly – 213 Einwohner
- Pinehurst – 455 Einwohner
- Unadilla – 3796 Einwohner
- Vienna (County Seat) – 4011 Einwohner

Towns:
- Byromville – 546 Einwohner
- Dooling – 154 Einwohner